# クルジジャノフ (南ボヘミア州)
クルジジャノフ（チェコ語: Křižanov）は、チェコの南ボヘミア州ピーセク郡にある基礎自治体および村。人口は約100人である。
ピーセクの北東およそ21キロメートル、南ボヘミア州の最大都市チェスケー・ブジェヨヴィツェの北48キロメートル、プラハの南77キロメートルに位置する。

## ギャラリー

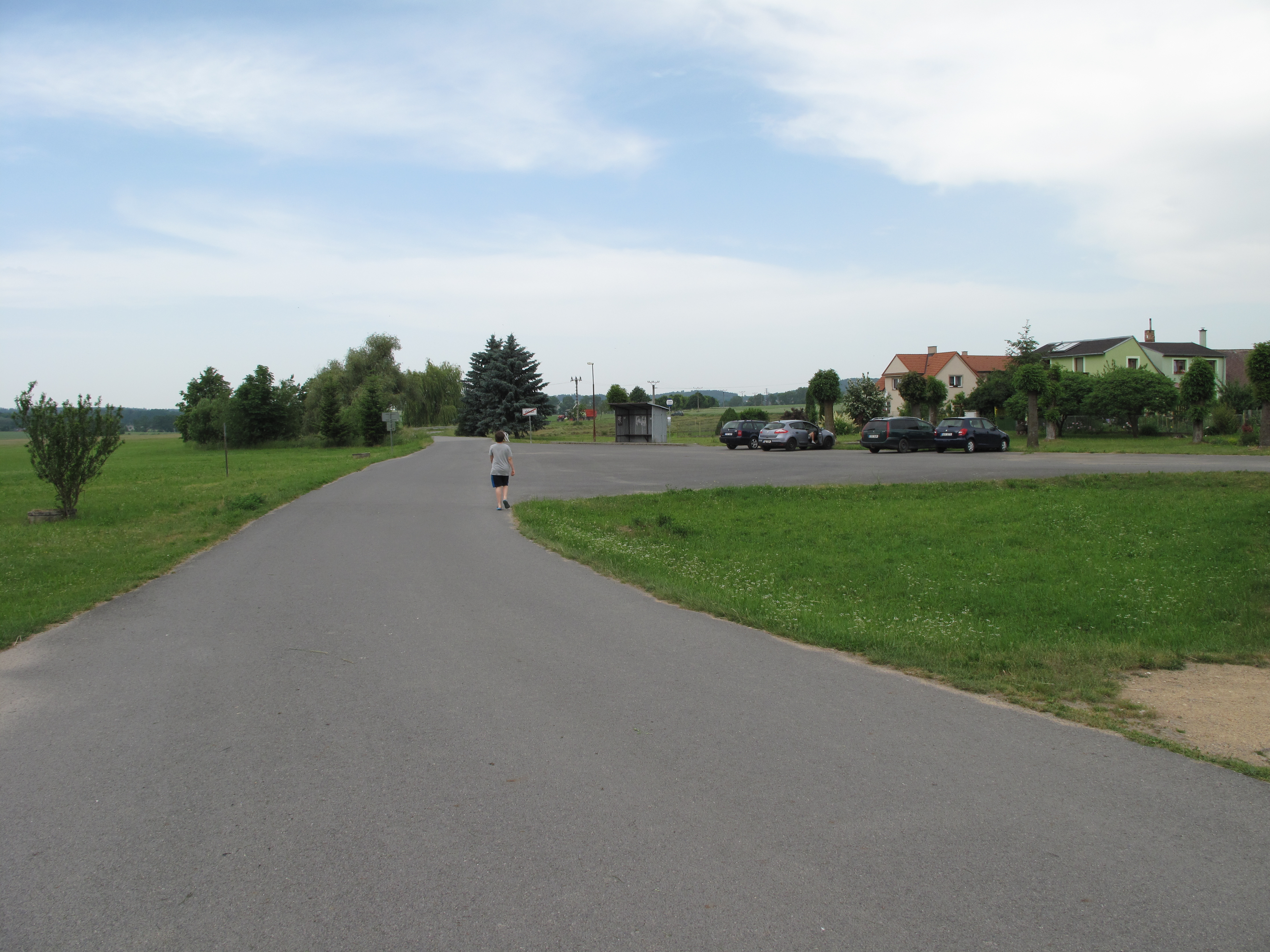
村の西のはずれ
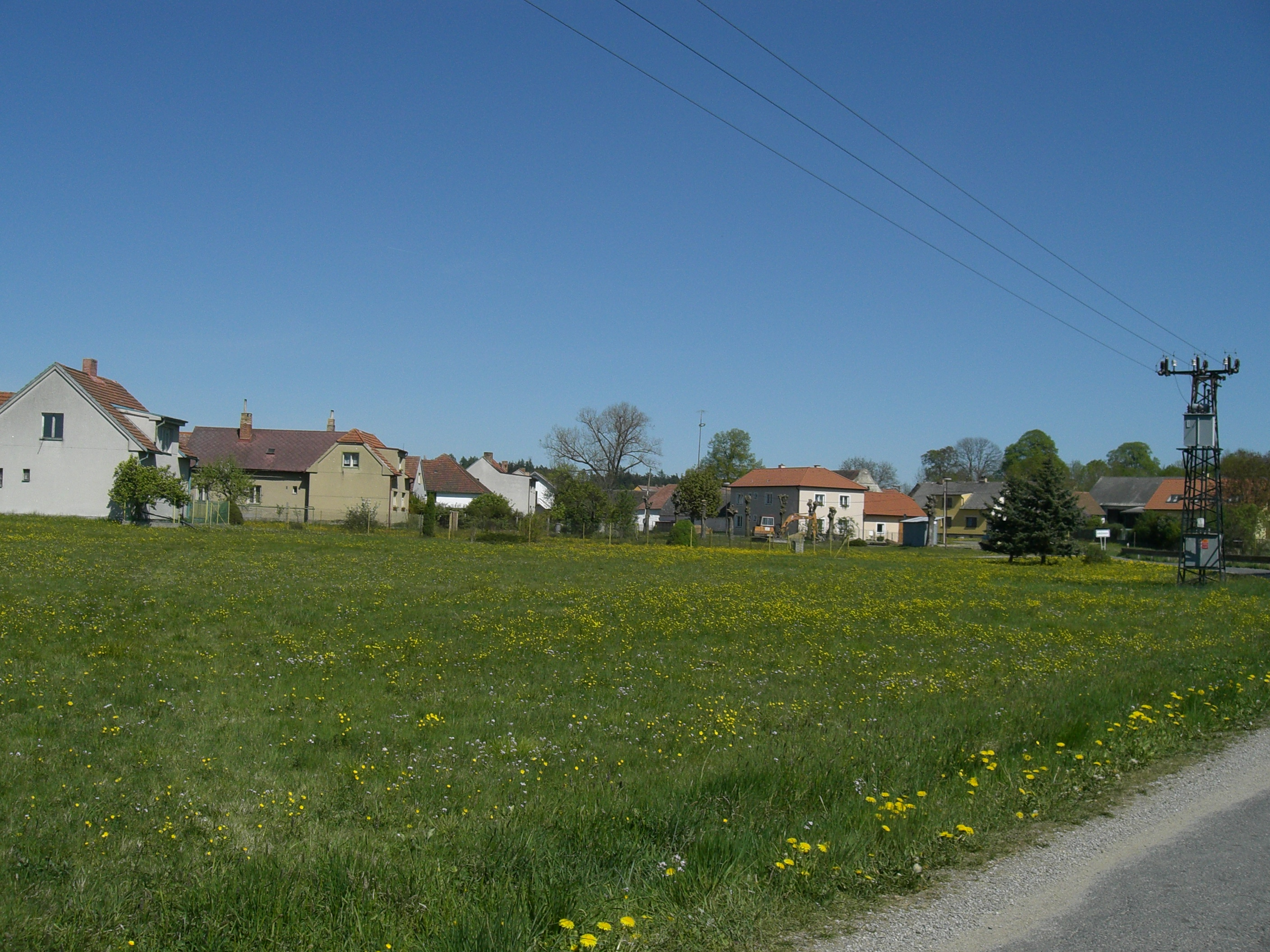
クルジジャノフの街並み
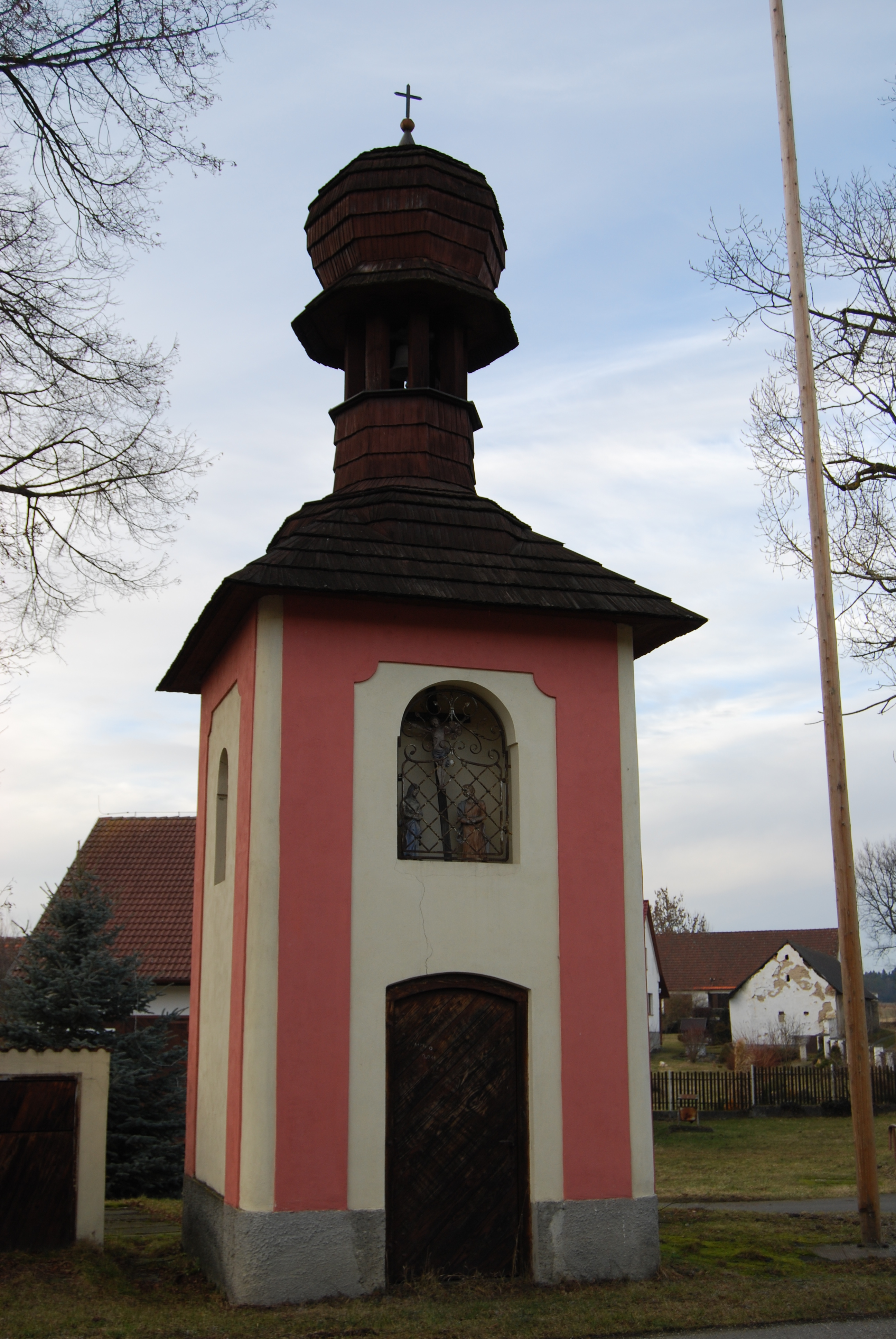
聖母マリア礼拝堂